# Lukar (Promina)
Lukar je naselje Općine Promina u Šibensko-kninskoj županiji.

## Zemljopis
Nalazi se oko 4,5 kilometra istočno od Oklaja.

## Povijest
Lukar se od 1991. do 1995. godine nalazio pod srpskom okupacijom.

## Stanovništvo
Prema popisu iz 2011. godine naselje je imalo 78 stanovnika.
| broj stanovnika | 410   | 435   | 456   | 550   | 564   | 660   | 620   | 597   | 535   | 533   | 501   | 448   | 332   | 214   | 111   | 78    | 59    |
|                 | 1857. | 1869. | 1880. | 1890. | 1900. | 1910. | 1921. | 1931. | 1948. | 1953. | 1961. | 1971. | 1981. | 1991. | 2001. | 2011. | 2021. |

## Znamenitosti
- svetište i crkva Gospe Čatrnjske

## Poznate osobe
- Josipa Pleslić, političarka